# Гийом (коммуна)
Гийо́м (фр. Guillaumes) — коммуна на юго-востоке Франции в регионе Прованс — Альпы — Лазурный берег, департамент Приморские Альпы, округ Ницца, кантон Ванс. До марта 2015 года коммуна являлась административным центром упразднённого кантона Гийом (округ Ницца).
Площадь коммуны — 87,02 км², население — 697 человек (2006) с тенденцией к стабилизации: 689 человек (2012), плотность населения — 7,9 чел/км².

## Население
Население коммуны в 2011 году составляло — 690 человек, а в 2012 году — 689 человек.
| 1962 | 1968 | 1975 | 1982 | 1990 | 1999 | 2005 | 2006 | 2010 | 2011 | 2012 |
| ---- | ---- | ---- | ---- | ---- | ---- | ---- | ---- | ---- | ---- | ---- |
| 626  | 594  | 558  | 546  | 533  | 589  | 694  | 697  | 689  | 690  | 689  |

Динамика численности населения:

## Экономика
В 2010 году из 406 человек трудоспособного возраста (от 15 до 64 лет) 295 были экономически активными, 111 — неактивными (показатель активности 72,7 %, в 1999 году — 68,9 %). Из 295 активных трудоспособных жителей работали 278 человек (156 мужчин и 122 женщины), 17 числились безработными (2 мужчины и 15 женщин). Среди 111 трудоспособных неактивных граждан 24 были учениками либо студентами, 53 — пенсионерами, а ещё 34 — были неактивны в силу других причин.
На протяжении 2010 года в коммуне числилось 272 облагаемых налогом домохозяйства, в которых проживало 519 человек. При этом медиана доходов составила 15 тысяч 098 евро на одного налогоплательщика.